# Adopción ilegal
La adopción ilegal o adopción irregular, en relación con la adopción nacional o la adopción internacional, se puede definir como el delito cometido por personas o instituciones que participan, promueven, toleran o se lucran de la adopción ilegal de un menor ―niña o niño―. La adopción ilegal y el tráfico de niños suelen ir unidos a los delitos de tráfico de personas, falsificación de documentos, alteración de la identidad, secuestro, soborno, abuso de menores y en ocasiones rapto, abuso sexual de menores y prostitución infantil.

## Protección del menor
A lo largo del siglo XX se avanza en la protección jurídica del menor, que pasa de ser un elemento pasivo dentro de la familia ―regida por el Derecho privado y las posiciones paternalistas―, a ser sujeto de derechos fundamentales que necesitan ser protegidos. El niño se convierte en un sujeto jurídico diferenciado y autónomo que posee un estatuto jurídico propio y que hace aparecer en la doctrina jurídica el nuevo concepto de Derecho del menor, desplazando la regulación hacia el ámbito público. El mérito de esta nueva realidad se atribuye al derecho internacional como motor de los cambios en las legislaciones internas de los Estados para asegurar la protección de los menores. El origen concreto de la especial preocupación por la situación de los menores surge después del fin de la Primera Guerra Mundial, cuando se hace evidente la vulnerabilidad de los niños que los convertía en las víctimas más desamparadas ante los efectos y las secuelas derivadas de un conflicto bélico y de la postguerra.

## Prevalencia y estadísticas
Los datos estadísticos son de difícil comprobación. Se conoce tráfico de niños en prácticamente todo el mundo. Los acuerdos sobre adopción internacional y los controles estatales sobre las empresas de adopción han reducido los casos de adopción ilegal. Sin embargo siguen existiendo. En algunas regiones del mundo hasta el 90% de las adopciones podría ser ilegal.

## Prevención
El establecimiento de leyes nacionales e internacionales que protejan a los niños y menores, que regulen los mecanismos de adopción y que penalicen el tráfico de niños, la adopción ilegal y la prostitución infantil son bases para contener y reducir las adopciones ilegales.
Además la generalización de los análisis genéticos y otras formas de identificación normalizadas en el momento del nacimiento puede ayudar a reducir el problema, y facilitar la captura y condena de los que participan fraudulentamente en la adopción ilegal.
Solo 14 países de Asia y América Latina comparten este registro de ADN, gracias a esto se han recuperado a menores secuestrados, perdidos o evitar adopciones ilegales de niños robados.